# Liste des épisodes d'Earl
Cette page recense la liste des épisodes de la série télévisée Earl.

## Première saison (2005-2006)
1. Mauvais Karma (Pilot)
2. Fumer nuit gravement à la santé (Quit Smoking)
3. Le Cheval de Troie (Randy's Touchdown)
4. Morts Vivants (Faked His Own Death)
5. Le Mauvais Génie (Teacher Earl)
6. Concours de beauté (Broke Joy's Fancy Figurine)
7. Le Roi du golf (Stole Beer from a Golfer)
8. Tous mes vœux de bonheur (Joy's Wedding)
9. Votez pour mon Père (Cost Dad the Election)
10. Joyeux Noël (White Lie Christmas)
11. Le Ranch de la sagesse (Barn Burner)
12. Karma vengeur (O Karma, Where Art Thou?)
13. Le Roi du Hot Dog (Stole P's HD Cart)
14. Mon frère, ce héros (Monkeys in Space)
15. Une Raison de vivre (Something to Live For)
16. Le Professeur de mes rêves (The Professor)
17. L'État et Moi (Didn't Pay Taxes)
18. La Voiture de la discorde (Dad's Car)
19. Les Maîtres du monde (Y2K)
20. Le Croque-Mitaine (Boogeyman)
21. La Revanche de Jessie (The Bounty Hunter)
22. Je veux être policier (Stole a Badge)
23. Un Monde sans colère (BB)
24. L'Argent ne fait pas le bonheur (Number One)

## Deuxième saison (2006-2007)
Le 22 janvier 2006, la série est renouvelée pour une deuxième saison, diffusée à partir du 21 septembre 2006.
1. Les Caprices de Joy (Very Bad Things)
2. Juste une danse (Jump for Joy)
3. Monstres, je vous Aime (Sticks & Stones)
4. Un chat est un chat (Larceny of a Kitty Cat)
5. Sexe and Rock'n'Roll (Van Hickey)
6. Le Signe divin (Made a Lady Think I Was God)
7. Qui est Harry Monroe ? (Mailbox)
8. Sauvons la planète (Robbed a Stoner Blind)
9. Faites vos jeux… (Born a Gamblin Man)
10. L'amour est plus fort : Partie 1 (South of the Border - Part Uno)
11. L'amour est plus fort : Partie 2 (South of the Border - Part Dos)
12. Vu à la télé (Our Cops Is On)
13. La Chasse au trésor (Buried Treasure)
14. L'Oraison funèbre (Kept a Guy Locked in a Truck)
15. La Touche française (Foreign Language Student)
16. Le Catch au féminin (Blow)
17. Joyeux Anniversaire (The Birthday Party)
18. Père, impairs et passe (Guess Who's Coming Out of Joy)
19. Vedettes d'un soir (Harassed a Reporter)
20. La Métamorphose (Two Balls, Two Strikes)
21. À moi la connaissance (G.E.D.)
22. Le Monde cruel du travail (Get a Real Job)
23. Le Grand Sacrifice (The Trial)

## Troisième saison (2007-2008)
Le 17 janvier 2007, la série est renouvelée pour une troisième saison, diffusée à partir du 27 septembre 2007.
1. Détenu 28301-016 : Partie 1 (My Name is Inmate 28301-016 Part 1)
2. Détenu 28301-016 : Partie 2 (My Name is Inmate 28301-016 Part 2)
3. L'Amour vache (The Gangs of Camden Country)
4. Le hasard fait bien les Choses (The Frank Factor)
5. Libre dans sa tête (Creative Writing)
6. La Fiancée de Frank (Frank's Girl)
7. L'Amérique en danger : Partie 1 (Our Other Cops Is On! - Part 1)
8. L'Amérique en danger : Partie 2 (Our Other Cops Is On! - Part 2)
9. Le chef c'est moi : Partie 1 (Randy in Charge)
10. Le chef c'est moi : Partie 2 (Midnight Bun)
11. L'Homme qui murmurait à l'oreille de la racaille (Burn Victim)
12. La Grande Évasion (Early Release)
13. Le mal me fait du Bien (Bad Earl)
14. Entre la vie et la mort : Partie 1 (I Won't Die With a Little Help From My Friends - Part 1)
15. Entre la vie et la mort : Partie 2 (I Won't Die With a Little Help From My Friends - Part 2)
16. L'Échappée belle (Stole a Motorcycle)
17. Mauvaise Graine (No Heads and a Duffle Bag)
18. Killerball (Killerball)
19. Jamais deux sans trois (Love Octagon)
20. Mano a mano a mano (Girl Earl)
21. Ah les Femmes : Partie 1 (Camdenites Part 1)
22. Ah les Femmes : Partie 2 (Camdenites Part 2)

## Quatrième saison (2008-2009)
Elle a été diffusée à partir du 25 septembre 2008.
1. Karma et Cinéma (The Magic Hour)
2. Œil pour œil (Monkeys Take a Bath)
3. C'est pas le pied (Joy in a Bubble)
4. L'Oreille cassée (Stole an RV)
5. Cool Johnny (Sweet Johnny)
6. Les Pom-Pom Brothers (We've Got Spirit)
7. Sous le signe de la balance (Quit Your Snitchin')
8. Le Mini Sorcier vaudou (Little Bad Voodoo Brother)
9. Orange mécanique (Sold a Guy a Lemon Car)
10. Ex-Femme de sa vie (Earl and Joy's Anniversary)
11. Le vent soufflera trois fois (Nature's Game Show)
12. Le Retour à la nature (Reading is a Fundamental Case)
13. Arnaque caritative (Orphan Earl)
14. Dur dur d'être un adulte (Got the Babysitter Pregnant)
15. Estrada ou Nada : Partie 1 (Darnell Outed, Part One)
16. Estrada ou Nada : Partie 2 (Darnell Outed, Part Two)
17. La Liste de Randy (Randy's List Item)
18. Les Trois Grâces (Friends With Benefits)
19. Un Agent très secret (My Name Is Alias)
20. Académie de l'espace Chaz Dalton's (Chaz Dalton's Space Academy)
21. La Vieille Sorcière (Witch Lady)
22. Pinky (Pinky)
23. Tyrans (Bullies)
24. Gospel (Gospel)
25. L'Affaire Ernie Belcher : Partie 1 (Inside Probe: Part One)
26. L'Affaire Ernie Belcher : Partie 2 (Inside Probe: Part Two)
27. Le Père de Dodge (Dodge's Dad: Part One)